# George Mostow
George Daniel Mostow (né le 4 juillet 1923 à Boston et mort le 4 avril 2017) est un mathématicien américain célèbre pour ses contributions à la théorie de Lie. Il est titulaire de la chaire Henry Ford II (émérite) de mathématiques à l'université Yale, membre de l'Académie nationale des sciences et ancien administrateur de l'Institute for Advanced Study à Princeton.

## Biographie
George (Dan) Mostow est né en 1923. Il reçut son doctorat de l'université Harvard en 1948. Ses principales activités académiques se situent à l'université Johns-Hopkins de 1952 à 1961, et à l'université Yale à partir de 1961 jusqu'à sa retraite en 1999.

## Travaux
Le phénomène de rigidité des réseaux dans les groupes de Lie, qu'il a découvert et exploré, est connu sous le nom de rigidité de Mostow. Son travail sur la rigidité joue un rôle essentiel dans le travail de trois médaillés Fields, à savoir Gregori Margulis, William Thurston et Grigori Perelman.

## Prix et distinctions
George Mostow est le 49e président de l'American Mathematical Society (1987-1988). Il est administrateur de l'Institute for Advanced Study de 1982 à 1992. Mostow est élu à la National Academy of Sciences en 1974.
En 1993, il reçoit le Prix Leroy P. Steele de l'AMS, pour son livre Strong rigidity of locally symmetric spaces (1973). En 2013, il reçoit le prix Wolf de mathématiques « pour sa contribution fondamentale et novatrice à la géométrie et la théorie des groupes de Lie. »
En 1970, il est orateur invité lors du congrès international des mathématiciens à Nice avec une conférence intitulée The rigidity of locally symmetric spaces.
En 1957 George Mostow est titulaire d'une bourse Guggenheim.

## Publications
- George Mostow, Strong rigidity of locally symmetric spaces, coll. « Annals of Mathematics Studies » (no 78), Princeton University Press, Princeton, 1973
- (en) Pierre Deligne et Daniel Mostow, Commensurabilities among lattices in PU(1,n), coll. « Annals of Mathematics Studies » (no 132), Princeton University Press, 1993  (ISBN 0-691-00096-4)
- (en) Armand Borel et George D. Mostow (éditeur), Algebraic Groups and Discontinuous Subgroups, American Mathematical Society, 1966 (ISBN 0821814095)
- avec Pierre Deligne : Monodromy of hypergeometric functions and nonlattice integral monodromy. Inst. Hautes Études Sci. Publ. Math. No. 63 (1986), 5–89.
- Generalized Picard lattices arising from half-integral conditions. Inst. Hautes Études Sci. Publ. Math. No. 63 (1986), 91–106.
- avec Yum-Tong Siu: A compact Kähler surface of negative curvature not covered by the ball. Ann. of Math. (2) 112 (1980), no. 2, 321–360.
- On a remarkable class of polyhedra in complex hyperbolic space. Pacific J. Math. 86 (1980), no. 1, 171–276.
- Quasi-conformal mappings in n -space and the rigidity of hyperbolic space forms. Inst. Hautes Études Sci. Publ. Math. No. 34 1968 53–104.
- Cohomology of topological groups and solvmanifolds. Ann. of Math. (2) 73 1961 20–48.
- Equivariant embeddings in Euclidean space. Ann. of Math. (2) 65 (1957), 432–446.
- Fully reducible subgroups of algebraic groups. Amer. J. Math. 78 (1956), 200–221.
- Some new decomposition theorems for semi-simple groups. Mem. Amer. Math. Soc. 1955, (1955). no. 14, 31–54.
- Factor spaces of solvable groups. Ann. of Math. (2) 60, (1954). 1–27.